# Bauchi (città)
Bauchi è una local government area nigeriana di 285 485 abitanti.
È il capoluogo dell'omonimo stato federato.